# 伊藤桂司
伊藤 桂司（いとう けいじ、1958年1月12日  - ）はアートディレクション、グラフィックワーク、映像を中心に活動する、日本のグラフィックアーティストである。UFG（Unidentified Flying Graphics）Inc.代表。京都芸術大学大学院教授。

## 概要・略歴
1958年、東京都生まれ。中央美術学園卒業。1980年に雑誌「JAM」でデビュー。以後、広告・書籍・雑誌・音楽分野等のアートデザイン・映像制作、個展開催や展示会への参加、作品集の発表など幅広く活動し、1999年にはニューヨークADC（英語版:Art Directors Club of New York）アワードで金賞を受賞するなど、国内外で活躍している。2007年には京都造形芸術大学教授に就任した。
2022年2月1日　桑原茂一 編集・発行『freedom dictionary』204号にて、伊藤桂司特集。2022年秋PARCEL（日本橋馬喰町）で個展開催予定。展示される作品を誌上公開。「また会えるかもしれないし、会えないかもしれない。友達や動物との別れ際、たまに思うことがある。また会えたら嬉しいけど、叶わないことだってあるかもしれない。次に会えるのはいつだろう？」：伊藤桂司（寄稿文より）
2022年10月1日-30日　東京都中央区日本橋馬喰町 PARCELにて、伊藤桂司個展「VERDE CÓSMICO / ヴェルデ・コスミコ」開催。幼少期から、死後の世界を思うときは、恐怖より興味が勝っていた。そのイメージは、得体のしれないものとして「夜」や「宇宙」を想起させた。Since childhood, when I thought of the afterlife, my curiosity prevailed over my fear.The image reminded me of “night” and “space” as something enigmatic.（展覧会ステイトメントより抜粋）
2023年9月23日(土)-10月15日(日)  山梨県北杜市 Gallery TRAX の30周年を記念するグループ展 TRAX 30TH ANNIVERSARY GROUP SHOW Vol.2 開催。作家 : 伊藤桂司 / 山口幸士 / 山田康平。
2023年10月11日-11月5日　都内各所にて『東京のうた』開催。TOKYO BIENNALE 2023・湯山玲子ディレクションによるイベント「東京のうた」のキービジュアルを担当。
2023年10月11日　「自由が丘 女神まつり 2023」のポスター、バナー、Tシャツなどのアートワークとデザインを手掛ける。
2023年10月11日　東京渋谷『ホテルインディゴ東京渋谷』の11階、ダイニングエリアに店内装飾として、渋谷をテーマにハチ公をモチーフとした「∞ (インフィニティ)」という作品を提供。
2023年1月13日-29日  京都府京都市下京区 haku kyotoギャラリーにて「干支 兎 原画展」に参加。桑原茂一編集発行『Freedom dictionary』No.209のうさぎカレンダー特集参加アーティスト: 田中知之、しりあがり寿、ミック・イタヤ、安斎肇、ヒロ杉山、谷田一郎、若木信吾、寺田克也、福津宣人、植田工、上出惠悟、アワジトモミ、伊藤桂司。
2023年10月10日　CD & RECORD ジャケットワーク紹介。ピエール・バルー / ル・ポレン〜伝説のライヴ1982 (CD)水本アキラ / A.M. (LP) <上>水本アキラ / Sam The Samba Man feat. Tomomi Sano (7inch) <下>山弦 / ORIGINAL BEST (LP)
2023年10月14日-15日　LIVE AZUMA 2023メインビジュアルを担当。
2023年11月30日-2024年1月21日　アルテジオミュージアムにて、桑原茂一 編集発行『freedom dictionary 』展in由布院　『芸術交円』。参加アーティスト：安齋肇　伊藤桂司　上出惠悟　谷田一郎　寺田克也　ヒロ杉山　福津宣人　MASAYO.Y ミック・イタヤ
2023年12-12月2日-2024年2月5日　渋谷 Lurf MUSEUMにて WAVE BLUE-YELLOW 2023-24開催。「WAVE BLUE-YELLOW 2023-24」に参加。オリジナルTシャツの販売。◆前期 WAVE BLUE 2023年12月2日(土)～2024年1月8日(月) ※12月31日(日)～1月4日(木) 休館◆WAVE YELLOW 2024年1月13日(土)～2月5日(月)。主催・運営｜Lurf MUSEUM 株式会社エンライトメント WAVE2023-24 実行委員会。企画・キュレーション｜高橋キンタロー ヒロ杉山　 <Artists>  ◆前期 2023 12/2(sat) – 2024 1/8(mon)WAVE BLUE (2F)  秋元 机 ARKIV VILMANSA(R) 浅野忠信 荒井良二 石浦 克 伊藤桂司 今関絵美 牛木匡憲 後 智仁 宇野亞喜良 榎本マリコ 河村康輔 北島麻里子 笹部紀成 SARUME スガミカ 空山 基 Tat Ito 田名網敬一 田中麻記子 谷田一郎 Chocomoo 都築まゆ美 手島 領 寺田克也 TOKIDOKI TOWA TEI 友沢こたお NAIJEL GRAPH 永井 博 長場 雄 平井豊果 ヒロ杉山 山口はるみ　SESSION BLUE (1F)SUMIRE 高橋キンタロー ミヤギユカリ　◆後期 2024 1/13(sat) – 2/5(mon)WAVE YELLOW (2F)  青山夢 岩間有希 植田 工 小川 泰 角田麻有 片寄優斗 加藤崇亮 坂口隼人 張霆 Terry Johnson 中島友太 抜水摩耶 HAMADARAKA 樋口裕政 本田 誠 前田 裕 ruteNSESSION YELLOW (1F)網中いづる 川元陽子 田辺ヒロシ
2024年3月21日-4月6日　東京都中央区八丁堀の CENTER/EDOにて開催中のグループ展「PINK」に参加。PINKをテーマに総勢45組のアーティストの作品が並ぶ。
2024年4月5日-4月20日 東京都港区西麻布 WALL_alternative にて、「NEU TRIBALISM」出展作家：∈Y∋、伊藤桂司、KINJO、DIEGO、BABU、BIKO＆KENNY、日比野克彦
2024年5月1日-5月12日（日）武蔵野市吉祥寺ギャラリー「ノ離れ」にて、『やり続ける展 2024』のメインビジュアル、リーフレットのアート・ディレクションと会場構成を担当。
2024年6月8日-7月7日　宮崎県都城市 「Maison de M」にて、2020年から4年ぶりとなる個展　KEIJI ITO EXHIBITION “SWEETNESS II” を開催。新旧交えた作品を一堂に展示。
2024年7月27日-8月18日　THE NORTH FACE STANDARD 京都にて「選曲とART：坂本龍一を偲ぶ会」出展。坂本龍一の強靭なオリジナリティが溢れ出た『B-2 UNIT』より「 E-3A」を選曲し、同タイトルの作品を出展。桑原茂一編集発行『freedom dictionary 』オリジナルART-Tシャツ 「E-3A」販売。参加アーティスト：伊藤桂司　ミック・イタヤ　谷田一郎　上野耕路　植田工　上出惠悟　ヒロ杉山　河村康輔　桑原茂一。
2024年9月14日-2024年9月26日　JR東京駅構内1F「VINYL TOKYO」にて、個展 LITTLE FLUFFY – BACK VIEW BEAR – 開催。リトルフラッフィーのグッズ販売。
2024年9月14-12月1日　桑原茂一編集発行『 freedom dictionary 』展in由布院#2 AGAVE ART展meet AGAVESSUMMIT 出展。参加アーティスト：ruteN（杉山歩）　オカダミカ　石浦マサル　那須慶子　竹井千佳　長嶺克洋　及川キーダ　スガミカ　Saori Ohwada  田中尚子　ヒロ杉山　綱中いづる　白根ゆたんぽ　伊藤桂司　名和晃平。
11月2日-4日 東京都渋谷区千駄ヶ谷 NEWoMan SHINJUKU 5F LUMINE 0 にて、“LUMINE ART FAIR My 1st Collection Vol.3” 参加。
2024年11月8日-12月25日 GINZA SIXにて、「HEAVENLY GIFT -宇宙からの贈り物」をテーマにした館内ディスプレイを手がける。以前より館内中央の吹き抜けスペースにて展開中のヤノベケンジ氏 / BIG CAT BANGとのコラボレーションも兼ねたクリスマス・シーズンに相応しい高揚感あふれる世界観となる。屋上庭園でのスケートリンクをはじめ、エントランスや館内エスカレーター、グッズ等にもアートワークを展開。
2025年1月24日-3月3日 東京渋谷区LURF GALLERY 『WAVE 2025』参加。企画・キュレーション：高橋キンタロー・ヒロ杉山。主催・運営：株式会社エンライトメント＋WAVE実行委員会・ルーフギャララリー。
■ 参加アーティスト
前期 WAVE BLUE　2025年1月24日(金)～2月11日(火・祝) agoera / 浅野忠信 / 一条美由紀 / 伊藤桂司 / 今関絵美 / 牛木匡憲 / 岡村一輝 / 片寄優斗 / Kumi Takahashi / サイトウユウスケ / 笹部紀成 / JUN KANEKO / 白根ゆたんぽ / スガミカ / 空山基 / 高木真希人 / 高橋キンタロー / 辰巳菜穂 / 田中麻記子 / 田辺ヒロシ / 都築まゆ美 / 手島領 / Terry Johnson / 永井博 / フルフォード素馨 / ミヤギユカリ / 目黒ケイ / 森口裕二 / もりさこりさ / 吉實恵 / 田名網敬一（特別参加）
後期 WAVE YELLOW　2025年2月15日(土)～3月3日(月) 梅本匡志 / 角田麻有 / 加藤崇亮 / 櫻井万里明 / 杉山日向子 / 谷田一郎 / 張霆 / 友沢こたお / 中島友太 / 成山亜衣 / 樋口裕政 / 野口清村 / 廣島新吉 / ヒロ杉山 / MIRANDA YOKOTA / ruteN / 田名網敬一（特別参加）

## 主な作品
- 愛知万博EXPO2005世界公式ポスター[2]。
- コカコーラ・コーポレートカレンダー[4]。
- NHK番組のタイトル映像とセットデザイン[2]。
- クラヴェンデール（英語版:Cravendale）のキャンペーンヴィジュアル[2]。
- COLOR meets GALA = PANTONE®︎ ∞ | SoftBank のキャンペーンヴィジュアル[2]。
- KEIJI ITO × graniph Collaboration[5]。
- 富士フイルム”instax”プロモーション映像[33]。
- 音楽関連（CDジャケット・MV等） - テイ・トウワ、木村カエラ、スチャダラパー、GRAPEVINE、THE BAWDIES、PES from RIP SLYME、ohana、オレンジペコー、ボニー・ピンクほか[2]。
- 雑誌アートワーク - SWITCH、BRUTUS、流行通信、Esquireほか[2]。

### 作品集
- 『二而不二 (EDGE TO EDGE)』光琳社出版、1993年、ISBN 4-7713-2308-9。
- 『Landscape and flowers』 光琳社出版、1996年、ISBN 4-7713-0233-2。
- 『MOTORWAY』 青心社、1999年、ISBN 4-87892-174-9。
- 『TECHNIC & PICNIC / with Namaiki』 共著、2001年。（参考[34]）
- 『FUTURE DAYS』 青心社、2003年、ISBN 4-87892-267-2。
- 『Illustration viewer 1』 共著、ギンザ・グラフィック・ギャラリー、2004年、ISBN 4-88752-336-X。
- 『SUPERNATURAL』 ArtJam Contemporary、2009年。（参考[35]）
- 『LA SUPER GRANDE』 ERECT LAB.、2012年、ISBN 978-4-9906108-1-4。
- 『KEIJI ITO × KOMACHI WATARU』 共著、KRAQ/ERECT LAB.、2015年。（参考[36]） ほか[2][37]。

## 受賞歴
- 1990年 日本グラフィック展1990年間作家新人賞[8]。
- 1998年 ニューヨークADCアワード 佳作（メリット）[2]。
- 1999年 ニューヨークADCアワード 金賞（ゴールド）[2]。
- 2000年 ニューヨークADCアワード 佳作（メリット）[2]。
- 2001年度 東京ADC賞（コンバース・キャンペーン広告のアートワークにより)[2]。